# Le Poison du mariage
Le Poison du mariage (titre original : Winterfair Gifts) est un roman court de Lois McMaster Bujold publié en 2004 dans l'anthologie Irresistible Forces dirigée par Catherine Asaro puis traduit en français et inclus dans le recueil La Saga Vorkosigan - Intégrale 5 publié par les éditions J'ai lu en 2014. Il fait partie de la Saga Vorkosigan dont il constitue le seizième volet suivant l'ordre chronologique de l'univers de la Saga Vorkosigan.

## Résumé
À la veille de son mariage avec Ekaterin Vorsoisson, Miles Vorkosigan reçoit ses invités galactiques, notamment l'impressionnante Taura. Roic, l'un de ses hommes d'armes, est chargé de guider celle-ci sur Barrayar. En découvrant, puis déjouant ensemble une tentative d'assassinat sur la personne d'Ekaterin, Taura gagne un peu plus que l'admiration de Roic, et Roic un peu plus que le respect de son Lord.

## Commentaires sur le recueil
Irresistible Forces est un recueil de nouvelles écrites par des romancières américaines à la demande de l'auteur et éditrice Catherine Asaro, dans le but explicite de mélanger romantisme et science-fiction. On peut néanmoins remarquer que Lois McMaster Bujold est coutumière du fait : dans chacun de ses romans ou nouvelles, au moins un couple se forme.

## Éditions
- Winterfair Gifts, in recueil Irresistible Forces, New American Library, 2004
- Le Poison du mariage, in recueil La Saga Vorkosigan : Intégrale - 5, J'ai lu, Coll. « Nouveaux Millénaires », 2014, traduction de Sandy Julien  (ISBN 978-2290029336)